# Dansk Melodi Grand Prix 2006
Dansk Melodi Grand Prix 2006 var den danske sangkonkurrence om at deltage i Eurovision Song Contest 2006 i Grækenland. Konkurrencen blev sendt direkte fra Gigantium i Aalborg lørdag den 11. februar 2006. Værterne var Adam Duvå Hall og Mads Vangsø.

## Deltagere
| #   | Artist                                    | Sang                               | Musik / tekst                                                       | Point | Placering |
| --- | ----------------------------------------- | ---------------------------------- | ------------------------------------------------------------------- | ----- | --------- |
| 1.  | Søren Poppe og Lene Matthiesen Nørrelykke | "En som dig"                       | Søren Poppe, Andreas Mørck, Jacob Launbjerg                         | 30    | 3         |
| 2.  | David Mader                               | "Heaven (Ease Your Troubled Mind)" | David Mader                                                         | –     | –         |
| 3.  | Neighbours                                | "Je Ne Regrette Rien"              | Helge Engelbrecht, Jørn Hansen, Tommy Rasmussen / Helge Engelbrecht | 20    | 5         |
| 4.  | Sidsel Ben Semmane                        | "Twist of Love"                    | Niels Drevsholt                                                     | 48    | 1         |
| 5.  | Claus Hasfeldt                            | "Ta' hjertet med"                  | Claus Hasfeldt                                                      | –     | –         |
| 6.  | Jørgen Thorup                             | "Søde gys"                         | B-Joe Johansen                                                      | –     | –         |
| 7.  | Kim Schwartz                              | "Åh Amore"                         | Kim Schwartz                                                        | 26    | 4         |
| 8.  | Kristine Blond                            | "Make This Night Forever"          | Mads Haugaard                                                       | –     | –         |
| 9.  | Trine Jepsen og Christian Bach            | "Grib mig"                         | Carsten Skov / Lonnie Kjer                                          | –     | –         |
| 10. | Danni Elmo                                | "2 in 1"                           | Danni Elmo                                                          | 36    | 2         |